# المانشو
المانشو هم أقلية عرقية في الصين، وهو اسم الشعب الذي تستمد منشوريا اسمها منه. يُطلق عليهم أحيانًا اسم «المانشو ذوو اللون الأحمر»، في إشارة إلى زركشة قبعات المانشو التقليدية. أسس المانشو وحكموا كلًا من سلالتي جين اللاحقة (1616 – 1636) و تشينغ (1636 – 1912)، الذين ينحدرون من شعب جورشن المؤسس لسلالة جين في الصين (1115 – 1234).
يشكل المانشو الفرع الأكبر من شعب تانغوسيك ويتوزعون في جميع أنحاء الصين، مشكلين رابع أكبر مجموعة عرقية في البلاد. يمكن إيجادهم في 31 منطقة إقليمية صينية. يشكلون أيضًا أكبر مجموعة أقلية في الصين دون منطقة ذاتية الحكم. من بين تلك المناطق لياونينغ، التي تضم أكبر عدد منهم، تأتي بعدها خبي، وهيلونغجيانغ، وجيلين، ومنغوليا الداخلية، وتضم بكين أكثر من 100 ألف منهم. يعيش نحو نصف شعب المانشو في لياونينغ وخمسهم في خبي. هناك عدد من مقاطعات المانشو المتمتعة بحكم ذاتي في الصين، مثل شينبين، وشيويان، وكينغلونغ، وفينغنينغ، وييتونغ، وكينغيوان، وويتشانغ، وكوانتشينغ، وبينكسي، وكوانديان، وهوانرين، وفينغتشينغ، وبيزن، وما يزيد عن 300 بلدة وناحية.

## تاريخ

### الأصول والتاريخ المبكر
ينحدر المانشو من شعب جورشن الذين أسسوا سابقًا أسرة جين الحاكمة في الصين (1115 – 1234). قد يشير الاسم «موهي» إلى أسلاف المانشو، نظرًا للفظ وسط الصينيّ للكلمة المشابهة ل«أودِج»، وهو شعب تنغويستي يعيش شمال منشوريا. من ناحية أخرى، تشير كلمة «سوشين» ربما إلى شعوب تشاكشي في أقصى شمال سيبيريا. مارس الموهي تربية الخنازير على نطاق واسع وعاشوا نمط حياةٍ مستقرًا بشكل أساسي، واستخدموا أيضًا جلود الكلاب والخنازير على حد سواء في صنع المعاطف. كان معظمهم من المزارعين وزرعوا فول الصويا والقمح والدخن والأرز، فضًلا عن الصيد.
في القرن العاشر الميلادي، ظهر مصطلح جورشن لأول مرة في وثائق تعود لعائلة تانغ اللاحقة الحاكمة في إشارة إلى ولاية بالهاي الواقعة اليوم شمال شرق الصين اليوم.
في عام 1019، غزا قراصنة من جورشن اليابان بحثُا عن عبيد. فقط 270 أو 259 يابانيًا على متن 8 سفن تمكنوا من العودة بعد أن تمكنت مملكة غوريو من اعتراضهم. ذبح قراصنة جورشن الرجال اليابانيين في حين احتجزوا النساء اليابانيات كسجينات. قُتل فوجيوارا نوادا، الذي كان محافظًا يابانيًا. في المجموع، تم أسر 1280 يابانيًا، قُتل 374 يابانًا بالإضافة إلى 380 من الماشية اليابانية من أجل الحصول على الطعام. لم يعد سوى 259 أو 270 يابانيًا من بين السفن الثمانية. تم تدوين التقرير الذي نقلته المرأة المدعوة أوشيكورا نو إشيمي. ربما لعبت الذكريات المؤلمة لغزوات الجورشن على اليابان في «غزو توا» عام 1019، والغزو المغولي لليابان، فضلًا عن النظرة البربرية للجورشن في أعين اليابانيين بعد تقليدهم التمييز البربري-الحضري الذي اتبعته الصين، دورًا في وجهات نظر اليابان العدائية ضد المانشو والعداء تجاههم في قرون لاحقة مثل عندما رأى توكوغاوا إيه-ياسو توحيد قبائل المانشو على أنه تهديد لليابان. تصور اليابانيون خطًا أن منطقة هوكايدو (إيزوتشي) تمتلك معبرًا بريًا إلى تارتاري (أورانكاي) حيث كان يعيش المانشو، وظنوا أن باستطاعة المانشو غزو اليابان. أرسلت شوغونية توكوغاوا (نظام سياسي إقطاعي في اليابان) رسالة إلى كوريا عبر تسوشيما تقدم فيها المساعدة لكوريا ضد غزو المانشو لكوريا عام 1627. رفضت كوريا ذلك العرض.
بعد سقوط بالهاي، تحول الجورشن لخدم لشعب خيتان المؤسسين لمملكة لياو. كان الجورشن في منطقة نهر يالو تابعين لمملكة غوريو منذ عهد حكم الملك وانغ غون، الذي اتصل بهم خلال فترة حروب ممالك كوريا الثلاث اللاحقة، لكن الجورشن حوّلوا ولاءهم عدّة مرات بين مملكتي لياو وغوريو، مستغلين التوتر الحاصل بين البلدين؛ مشكلين تهديدًا محتمًل لأمن حدود مملكة غوريو، قدم الجورشن جزية لمملكة غوريو، متوقعين هدايا سخية في المقابل. قبل أن يطيح الجورشن بالخيتان، تعرضت النساء والفتيات من جورشن للاغتصاب من قبل مبعوثي لياو خيتان، وهو ما تسبب في حالة من الاستياء. كان الجورشن يستضيفون المبعوثين الخيتان مقدمين لهم البغايا. استضافت النساء غير المتزوجات من جورشن وعائلاتهن مبعوثي لياو الذين كانوا يمارسون الجنس مع الفتيات. كانت عادة ضيافة البغاء، أي إعطاء صحبة النساء فضلًا عن المأوى والطعام للضيوف، عادة شائعة لدة الجورشن. كانت الفتيات غير المتزوجات من عائلات الطبقات الوسطى والدنيا في قرى جورشن تُقدم للمبعوثين الخيتان من أجل ممارسة الجنس على حسب ذكر هونغ هاو. لا يوجد أي دليل على أن ضيافة البغاء التي كانت تقدم نساء جورشن غير المتزوجات للخيتان قد أثارت استياء الجورشن. لم يغضب الجورشن سوى حين أُجبرت العائلات الأرستقراطية على التخلي عن الزوجات الجميلات ليمارسن البغاء مع المبعوثين الخيتان. ربما كان ذلك يعني أن الزوج وحده له الحق في زوجته المتزوجة، في حين أن عذرية الفتيات غير المتزوجات وممارسة الجنس لا تعوق قدرتهن على الزواج لاحقًا. في سنة 1114، وحّد وانيان أغودا قبائل جورشن وأسس أسرة جين الحاكمة (1115 – 1234). هزم أخوه وخلفه، وانيان ووكيماي، سلالة لياو. بعد سقوط سلالة لياو، ذهب الجورشن للحرب برفقة سلالة ونغ الشمالية، واستولوا على معظم شمال الصين في حروب جين-سونغ. خلال فترة حكم سلالة جين، بدأ استخدام أول كتابة جورشنية في عشرينيات القرن الثاني عشر. كانت مشتقة أساسًا من الكتابة الخيتانية.
كان الجورشن يعيشون نمط حياة مستقرًا يعتمد على الزراعة المتقدمة. ضمت محاصيل الحبوب لديهم القمح والدخن، وزرعوا الكتان، وربوا الثيران والخنازير والخراف والخيول. اختلف نمط حياتهم بشكل كبير عن الترحال الرعوي للمغول والخيتان في السهوب.
في عام 1206، ثار المغول، الذين كانوا تابعين للجورشن، في منغوليا. قاد قائدهم، جنكيز خان، قوات المغول ضد الجورشن، الذين هزموا في النهاية على يد أوقطاي خان في عام 1234. تزوجت ابنة الإمبراطور وانيان يونغجي من سلالة جن في جورشن، الأميرة كيغو، من زعيم المغول جنكيز خان مقابل تخفيف حصار المغول على زونغدو (بكين) خلال غزو المغول لسلالة جين الصينية. تحت سيطرة المغول، تم تقسيم الجورشن إلى مجموعتين تعاملات كل منهما بشكل مختلف: الأشخاص الذين ولدوا ونشأوا في شمال الصين ويتقنون الصينية اعتبروا صينيين (هان)، ولكن الأشخاص الذين ولدوا وترعرعوا في أراضي جورشن (منشوريا) دون قدرة على التحدث بالصينية كانوا يعاملون سياسيًا كمغول. منذ ذلك الحين، زاد اندماج الجورشن في شمال الصين مع هان الصين بينما بدأ أولئك الذين يسكنون أرضهم بالتحول إلى مغول. اعتمدوا العادات والأسماء واللغة المغولية. مع مرور الوقت، بدأ عدد الجورشن الذين باستطاعتهم فهم لغتهم بالتناقص.
حلّت أسرة مينغ الحاكمة محل أسرة يوان في منغوليا عام 1368. في عام 1387، هزمت قوات مينغ قوات قائد الغول ناغهاتشو المقاومة التي استقرت في منطقة هايشي وبدأت استدعاء قبائل الجورشن للتعبير عن إجلالهم. في ذلك الوقت، كانت بعض عشائر الجورشن تابعة لسلالة جوسون الكورية، مثل أودولي وهوليغاي. خدم النخبة منهم في صفوف الحرس الملكي الكوري. 